# Pacific Science
Pacific Science (abreviado Pacific Sci.) es una revista ilustrada con descripciones botánicas que es editada en Honolulu (Estados Unidos) desde el año 1947, con el nombre de Pacific Science; a Quarterly Devoted to the Biological and Physical Sciences of the Pacific Region. Honolulu. HI.